# FILTISAF
Filatures et Tissages Africains SARL (FILTISAF) was een textielbedrijf in Kalemie (Congo-Kinshasa) dat op 21 augustus 1946 opgericht werd door de Union Cotonnière (UCO), in samenwerking met Amerikaanse investeerders.

## Geschiedenis van het bedrijf
In 1947 bouwde het bedrijf een textielfabriek in Kalemie, aan de oevers van het Tanganyikameer. De productie, die startte in 1949, stelde meer dan 1.500 congolese en een veertigtal buitenlandse werknemers te werk. Op het terrein, dat een oppervlakte van meer dan 2 hectare beslaat, werd ook een residentiële wijk gebouwd, bedoeld als huisvesting voor de werknemers van het bedrijf. Voor het kaderpersoneel werd een villawijk voorzien, compleet met clubhuis, zwembad en een tennisbaan. De overige arbeiders en hun families werden gehuisvest in bescheiden woningen. Verder was er ook een winkel voor levensmiddelen, verschillende recreatieve ruimtes en een ziekenhuis aanwezig op de site.
In het begin van de jaren 1980 nam FILTISAF de katoenvelden van het teloorgegane Cotonco over in de omgeving van Nyunzu, Kongolo, Kabalo, Manono en Uvira. Halverwege de jaren 1980 werd FILTISAF overgenomen door de brouwerijgroep Unibra, om begin jaren 1990 afgestaan te worden aan de Zaïrese staat (de huidige Democratische Republiek Congo). Sindsdien ligt de productie stil omdat de werknemers niet langer worden betaald. De weefgetouwen werden echter nog lange tijd onderhouden en bewaakt door een honderdtal arbeiders.
In 2010 bracht reportagemaker Rudi Vranckx in het kader van de VRT reeks "Bonjour Congo" een bezoek aan de verlaten fabriek.